# Flughafen Pisco

i7
i11
i13

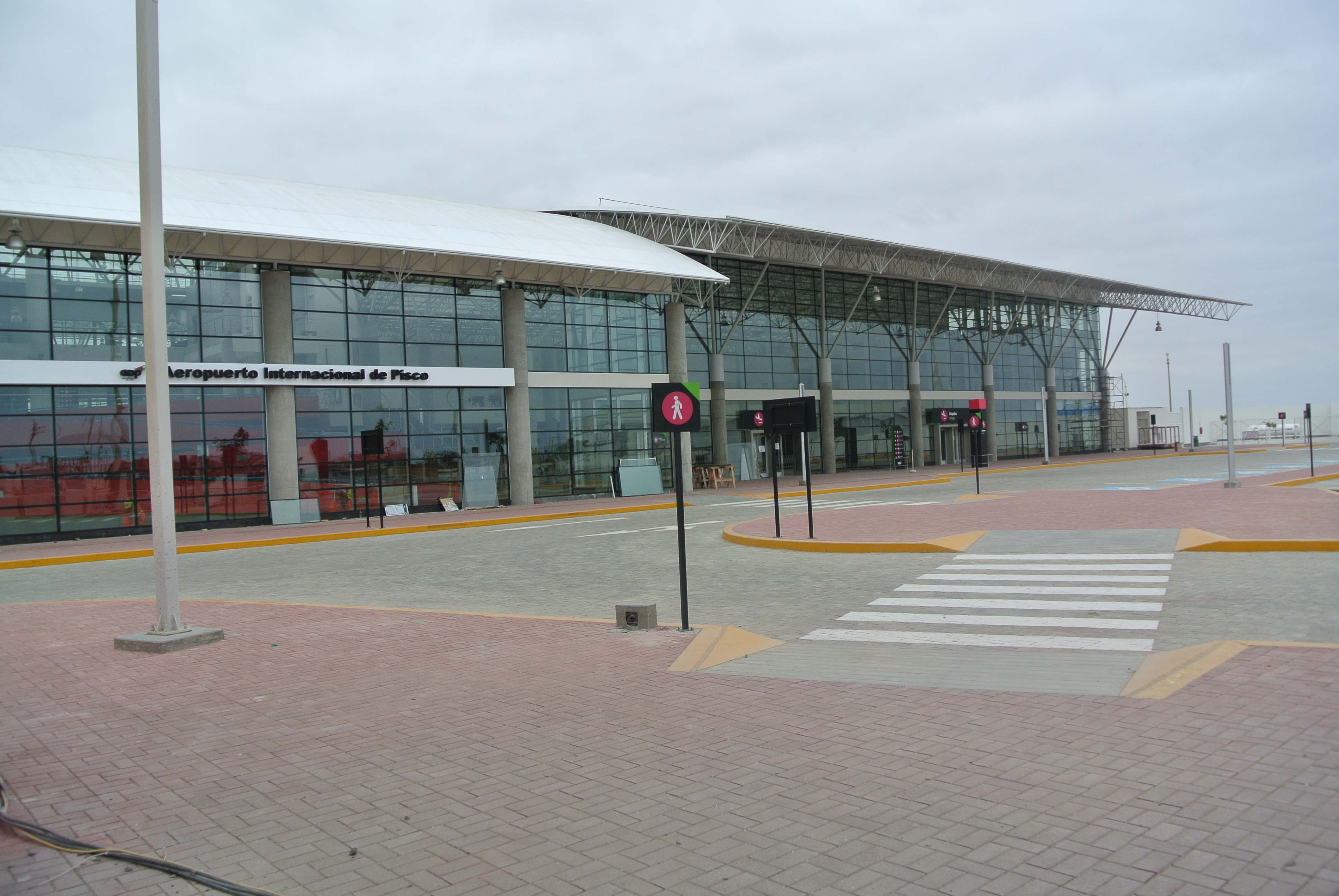
Terminal Flughafen Pisco (2015)

Der Flughafen von Pisco (Aeropuerto Internacional de Pisco) ist ein Militärflugplatz der Peruanischen Armee mit ziviler Mitbenutzung.

## Lage
Er befindet sich in der Nähe der peruanischen Hafenstadt Pisco in dem kleinen Dorf San Andrés.

## Fluggesellschaften und Ziele
Mit Stand August 2018 verbindet LATAM Perú den Flughafen mit Cuzco zweimal wöchentlich.

## Nutzung
Als Basis der peruanische Luftstreitkräfte wird der Flughafen derzeit hauptsächlich militärisch genutzt.
Zivile Luftfahrt findet seit 2012 ebenfalls statt. Außerdem gilt der Flughafen Pisco als Ausweichflughafen für den Flughafen Lima.
Während des Erdbebens im August 2007 wurde er fast nicht beschädigt. Er konnte deshalb auch für die Hilfsflüge für die Erdbebenopfer in der Region schnell genutzt werden.

## Umbau zum internationalen Flughafen
Im Januar 2008 wurde Konzession zum Betrieb des Flughafens für 25 Jahre an Aeropuertos del Perú (GBH-Swissport-Konsortium) vergeben. Ein kleines Passagierterminal wurde von 2011 bis 2012 gebaut.
In den Folgejahren 2014 bis 2016 wurde ein großes Terminal gebaut sowie Parkplätze und weitere Serviceeinrichtungen in Betrieb genommen. Auch die Zufahrtsstraßen von Pisco und von San Andres wurden neu geteert.